# Wortbetonung in der russischen Sprache
Die Wortbetonung dient in der russischen Sprache nicht nur der richtigen Aussprache, sondern auch der Differenzierung vieler Wörter. Dieses Merkmal kommt auch in der deutschen Sprache vor: betonungsabhängige Minimalpaare sind dort zum Beispiel „Ténor“ und „Tenór“, „Augúst“ und „Áugust“ oder „umfáhren“ und „úmfahren“.
Zur Veranschaulichung der Wortbetonung wird im Russischen – vor allem in Wörter- und Lehrbüchern – das diakritische Zeichen „´“ (знак ударения snak udarenija, deutsch ‚Betonungszeichen‘) benutzt. Es entspricht grafisch dem Akut-Akzent und wird über den Vokal der betonten Silbe gesetzt, z. B. ударе́ние udarénije, deutsch ‚die Betonung‘.
Der Vokal „ё“ ist im Russischen fast immer betont (Ausnahmen sind zusammengesetzte Wörter) und wird deshalb nie mit dem Betonungszeichen versehen, ebenso wie einsilbige Wörter.

## Eigenschaften der russischen Wortbetonung

### Lautstärke und -länge
Ähnlich wie in der deutschen Sprache wird die Wortbetonung im Russischen durch die Erhöhung der Lautstärke einer Silbe erreicht. Diese Eigenschaft wird in der russischen Sprachterminologie als силовое ударение silowoje udarenije, deutsch ‚stärkebedingte Betonung‘ bezeichnet. Als weitere Eigenschaft unterscheidet man количественное ударение kolitschestwennoje udarenije, deutsch ‚quantitative Betonung‘. Sie wird durch das Variieren der Lautlänge erreicht. Im Deutschen könnte hierfür etwa der langgezogene Laut a in der Frage „Waaas?“ als Beispiel dienen.

### Freisetzung und Beweglichkeit
Üblicherweise werden alle Wortbildungsformen eines Wortes auf der gleichen Silbe betont. Manche Wörter des russischen Grundwortschatzes, meist zwei- oder dreisilbige Wörter, werden dagegen bei der Flexion abhängig von der Form auf unterschiedlichen Silben betont, die Betonung kann also von einer Silbe auf die andere wechseln. In der russischen Sprachterminologie bezeichnet man dieses Phänomen als разноместность и подвижность ударения rasnomestnost i podwischnost udarenija, deutsch ‚Freisetzung und Beweglichkeit der Wortbetonung‘. Dabei werden diese nicht als ein Phänomen, sondern als voneinander unabhängig betrachtet. Freisetzung bedeutet, dass die korrekte Betonung eines russischen Wortes allgemein auf einer beliebigen Silbe sein kann. Beweglichkeit bedeutet, dass die Betonung innerhalb des Wortformenbestandes (Paradigma) von einer Silbe auf andere wechseln kann.
Obwohl für die deutsche Sprache der feste Wortakzent (неподвижное ударение nepodwischnoje udarenije) charakteristisch ist, kann man auch im Deutschen einige Beispiele finden, wo die Betonung je nach Wortform von einer Silbe auf die andere „springt“. Meistens handelt es sich dabei um Lehnwörter, z. B.:
- Káktus – Kaktéen
- Átlas – Atlánten

### Betonung zusammengesetzter Wörter
In manchen zusammengesetzten Wörtern (Komposita) werden im Russischen mehrere Silben betont, insbesondere dann, wenn die einzelnen Teilwörter dieser Komposita schon an sich mehrsilbig sind. Oft trägt dabei nur die Silbe, die im Wort als letzte betont wird, die volle Betonungsstärke, die übrigen betonten Silben werden nur mit halber Betonungsstärke hervorgehoben.
Viele zusammengesetzte Wörter im Russischen werden aber nur auf einer Silbe betont, insbesondere dann, wenn deren Teilwörter einsilbig sind. Einige Beispiele für die Betonung in zusammengesetzten russischen Wörtern sind:
- самолётоприбо́рострое́ние samoljótopribórostrojénije (der Flugzeuggerätebau) – drei betonte Silben: -лё-, -бо́- und -е́- (fiktives Beispiel, ungebräuchlich)
- ледоко́л ledokól (der Eisbrecher) – eine betonte Silbe: -ко́л, die Silbe ле- ist unbetont

## Betonung im Wortbildungsprozess
Die Akzentsetzung ist im Russischen neben Affixen ein zusätzliches grammatisches Mittel zur Bildung von Wortformen und -arten.
Die Beweglichkeit der Wortbetonung ist nur für eine verhältnismäßig geringe Anzahl von Wörtern im Russischen kennzeichnend. In der sprachwissenschaftlichen Literatur werden zwei typologische Eigenschaften der Beweglichkeit des Wortakzents genannt:
- die traditionelle Beweglichkeit (russisch традиционная подвижность tradizionnaja podwischnost) bei der Bildung von Wortformen, also bei der Beugung einiger Wörter. Sie kommt bei häufig benutzten, meist althergebrachten Wörtern des Grundwortschatzes vor.
- die durch Morpheme verursachte Beweglichkeit (russisch морфологизированная подвижность morfologisirowannaja podwischnost) bei der Bildung von Wortarten.

### Wortakzent als Mittel zur Bildung von Wortformen
Die Beweglichkeit des Wortakzents hat im Wesentlichen folgende grammatikalische Funktionen:
1.  Mit dem Wortakzent werden Paradigmen eines Wortes gebildet
also Formen eines Wortes, die sich bei seiner Beugung (Deklination und Konjugation) ergeben, z. B.:
- воды́ (des Wassers, Gen. Sing.) – во́ды (die Wässer od. die Gewässer, Nom. Plural)
- до́ма (des Hauses, Gen. Sing., außerdem „zu Hause“) – дома́ (die Häuser, Nom. Plural)
- о́блака (der Wolke, Gen. Sing.) – облака́ (die Wolken, Nom. Plural)
- люби́те (Liebt!/Lieben Sie!, Imperativ) – лю́бите (ihr liebt/Sie lieben, Indikativ)
- дыши́те (Atmet!/Atmen Sie!, Imperativ) – ды́шите (ihr atmet/Sie atmen, Indikativ)

2.  Der Wortakzent grenzt einzelne Paradigmen zweier unterschiedlicher Wörter ab
also gebeugte Wörter, deren Grundformen unterschiedlich sind, z. B.:
- я плачу́ (ich bezahle, Infinitiv: плати́ть) – я пла́чу (ich weine, Infinitiv: пла́кать)
- кру́жки (die Henkeltassen, Nom. Sing.: кру́жка) – кружки́ (kleine Kreise od. Ringe, Nom. Sing.: кружо́к)
- пи́ли (ihr tranket/sie tranken, Infinitiv: пить) – пили́ (Säge!, Imperativ von пили́ть)
- [со] зна́ком ([mit] dem Zeichen, Nom. Sing.: знак) – знако́м (bekannt, Kurzform des männl. Adjektivs знако́мый)
- ме́ли (die Untiefen od. der Untiefe, Nom. Sing.: мель) – мели́ (ihr fegtet/sie fegten, Infinitiv: мести́)

3. Der Wortakzent grenzt Paradigmen eines Wortes von der Grundform eines anderen Wortes ab
also gebeugte Wörter, die zwar gleich wie Grundformen anderer Wörter geschrieben, aber unterschiedlich ausgesprochen werden, z. B.:
- дорога́ (werte, teure – Kurzform des weibl. Adjektivs дорога́я) – доро́га (die Straße)
- жила́ (sie lebte) – жи́ла (die Sehne od. die Ader)
- ме́сти (der Rache, Gen. Sing.) – мести́ (fegen, kehren)
- по́том ([mit] dem Schweiß, Instrumental Sing.) – пото́м (dann, danach od. nachher, später)
- пища́ (piepsend, quietschend) – пи́ща (die Nahrung od. die Kost)

4. Mit dem Wortakzent werden Aspekte einiger Verben gebildet
also solche verbale Kategorien, die eine Handlung in Bezug auf ihre Einmaligkeit oder Wiederholung im Zeitgeschehen spezifizieren oder auf Beginn, Dauer und Vollendung einer Handlung hinweisen. Im Russischen sind es ausschließlich Verben, die durch unterschiedliche Präfixe von den Verben ре́зать (schneiden) und сы́пать (schütten oder streuen) gebildet werden, z. B.:
- среза́ть (abschneiden – unvollendeter Aspekt, wie z. B. „etwas fortwährend abschneiden“) –
сре́зать (abschneiden – vollendeter Aspekt, wie z. B. „etwas endgültig abgeschnitten haben“)
- подсыпа́ть (hinzuschütten – unvollendeter Aspekt, wie z. B. „etwas regelmäßig hinzuschütten“) –
подсы́пать (hinzuschütten – vollendeter Aspekt, wie z. B. „etwas versehentlich [einmal] hinzugeschüttet haben“)

### Betonungsstarke Morpheme im Wortbildungsprozess
Es gibt im Russischen eine Reihe von Affixen, die in einem Wort nur betont sein können. Bei der Wortbildung ziehen solche Affixe den Wortakzent auf sich und bewirken somit seine Beweglichkeit, z. B.:
- де́рево (das Holz) – деревя́нный (hölzern), das Suffix der Adjektive -янн- wird immer betont
- пить (trinken) – вы́пить (austrinken), das Präfix вы- wird bei Verben im vollendeten Aspekt immer betont
- добро́ (das Gute) – доброта́ (die [Herzens-]Güte), das Suffix der weiblichen Substantive -та wird immer betont
- бе́лый (weiß) – белова́тый (weißlich), das Suffix der Adjektive -овaт- wird immer betont
- мили́ция (die Miliz) – милиционе́р (der Milizionär), das Suffix der männlichen Substantive -ионер wird immer betont

### Homographe und Besonderheiten ihrer Betonung
Neben der beschriebenen Eigenschaft der Wortbetonung, durch ihre Beweglichkeit als grammatisches Mittel zur Bildung von Wortformen und -arten zu dienen, wird der
Wortakzent zur Unterscheidung von Homographen verwendet, also solchen Wörtern, die gleich geschrieben aber anders ausgesprochen werden und somit verschiedene Bedeutungen haben, z. B.:
- мука́ (das Mehl) – му́ка (die Qual)
- замо́к (das Schloss, Vorrichtung zum Verschließen) – за́мок (das Schloss, repräsentatives Gebäude)
- о́рган (das Organ) – орга́н (die Orgel)
- хло́пок (die Baumwolle) – хлопо́к (das Händeklatschen)
- па́рить (dämpfen) – пари́ть (schweben)

Um die lexikalische Semantik der Homographe im Sprechakt zu wahren, ist ihre Betonung sowohl in der Grundform als auch in allen gebeugten Wortformen immer an einem bestimmten Morphem fixiert, also entweder am Wortstamm oder an den Suffixen. Diese Eigenschaft der Wortbetonung wird in der russischen Sprachterminologie als неподвижное nepodwischnoje oder фиксированное ударение fiksirowannije udarenije, deutsch ‚unbewegliche‘ oder ‚fixierte Betonung‘ bezeichnet. Im Deutschen spricht man hierbei vom festen Wortakzent.

## Wörter mit fester Betonung
Abgesehen von Wörtern, die Affixe mit fixierter Betonung enthalten, kennzeichnen sich die meisten Wörter im Russischen durch den festen Wortakzent. Im Allgemeinen tendiert die russische Betonung auf die Wortmitte zu fallen, wobei ur-russische Wörter eher zum Wortanfang hin und Lehnwörter eher zum Wortende hin betont werden. Falls die Betonung auf den Wortstamm oder das Präfix fällt, wird in allen Flexionsformen dieselbe Silbe betont. Fällt die Betonung auf das Suffix, so werden bei der Beugung der Wörter jeweils den Flexionsformen entsprechende Suffixe betont. Einige Beispiele für Wörter mit festem Wortakzent sind:
- карто́фель (die Kartoffel, Nom. Sing) – карто́феля (der Kartoffel, Gen. Sing.) – карто́фельный (Kartoffel-, männl. Adjektiv)
- рабо́тать (arbeiten, Infinitiv) – рабо́тал ([ich/er] arbeitete, Indikativ) – рабо́тай (Arbeite!, Imperativ)
- арбу́з (die Wassermelone, Nom. Sing.) – арбу́зы (die Wassermelonen, Nom. Plural) – арбу́зный (Wassermelonen-, männl. Adjektiv)
- за́втракать (frühstücken, Infinitiv) – за́втракала ([sie] frühstückte, Indikativ) – за́втракай (Frühstücke!, Imperativ)
- вто́рник (der Dienstag, Nom. Sing.) – вто́рников (der Dienstage, Gen. Plural) – по вто́рникам (dienstags)

Der feste Wortakzent ist ein charakteristisches Merkmal der meisten abgeleiteten Wörter, selbst dann, wenn sie von Wörtern mit beweglicher Betonung abstammen, z. B.:
|              | Ursprungswort mit beweglichem Wortakzent | Ursprungswort mit beweglichem Wortakzent | Ableitung mit festem Wortakzent | Ableitung mit festem Wortakzent |
| ------------ | ---------------------------------------- | ---------------------------------------- | ------------------------------- | ------------------------------- |
|              | во́лк (der Wolf)                          | во́лк (der Wolf)                          | волчи́ца (die Wölfin)            | волчи́ца (die Wölfin)            |
|              | Singular                                 | Plural                                   | Singular                        | Plural                          |
| Nominativ    | во́лк                                     | во́лки                                    | волчи́ца                         | волчи́цы                         |
| Genitiv      | во́лка                                    | волко́в                                   | волчи́цы                         | волчи́ц                          |
| Dativ        | во́лку                                    | волка́м                                   | волчи́це                         | волчи́цам                        |
| Akkusativ    | во́лка                                    | волко́в                                   | волчи́цу                         | волчи́ц                          |
| Instrumental | во́лком                                   | волка́ми                                  | волчи́цей                        | волчи́цами                       |
| Präpositiv   | (о) во́лке                                | (о) волка́х                               | ( о) волчи́це                    | (о) волчи́цах                    |

## Schwankungen der Wortbetonung
Die Tatsache, dass viele Wörter im Russischen nicht immer auf derselben Silbe betont werden, macht den Wortakzent zum individuellen Merkmal jedes einzelnen Wortes. Grundsätzlich wird durch die Verlegung der Betonung auf eine andere Silbe ein anderes (hypothetisches) Wort erzeugt. Dennoch gibt es im Russischen eine kleine Anzahl von Wörtern, die auf zwei unterschiedliche Silben betont werden können. Die schwankende Wortbetonung ist die Folge einer komplizierten Sprachentwicklung, Wechselwirkungen zwischen der Hochsprache und ihren verschiedenen Dialekten sowie einer nicht eindeutig geregelten oder falschen Aussprache einiger Fremdwörter.
Wörter mit schwankendem Akzent unterteilt man hauptsächlich in folgende Gruppen:
1.  Beide Varianten der Wortbetonung sind zulässig, wobei eine Variante der Hochsprache und die andere einem Dialekt zugeordnet wird, z. B.:
- творо́г und auch тво́рог (der Quark)
- пeтля́ und auch пе́тля (die Schlinge od. die Masche)
- ба́ржа und auch баржа́ (der Lastkahn, der Schleppkahn)
- ина́че und auch и́наче (anders od. anderenfalls, sonst)

2. Eine Variante der Wortbetonung gilt als der sprachlichen Norm entsprechend und die andere als falsch, z. B.:
- алкого́ль und nicht а́лкоголь (der Alkohol)
- заку́порить und nicht закупо́рить (zupfropfen, verkorken)
- катало́г und nicht ката́лог (der Katalog)

3. Die Varianten der Wortbetonung dienen als stilistisches Mittel,
 d. h. eine Variante gilt als folkloristisch und die andere als neutral, z. B.:
- высо́ко (hoch, groß, folkloristisch) – высоко́ (hoch, groß, neutral)
- де́вица (die Jungfrau, folkloristisch) – деви́ца (das Mädchen, die Unverheiratete, neutral)
- ворота́ (die Pforte, folkloristisch) – воро́та (das Tor, neutral)

4. Die Varianten der Wortbetonung werden zur Feinunterscheidung bestimmter Eigenschaften verwendet, z. B.:
- ва́жны (wichtig, bedeutend) – важны́ (wichtig, aufgeblasen)
- прокля́тый (verflucht, verhasst) – про́клятый (verflucht, verwünscht)
- характе́рный (charakteristisch, kennzeichnend) – хара́ктерный (charaktervoll, jähzornig)

## Unbetonte und schwachbetonte Wörter
Ähnlich wie in der deutschen Sprache werden auch im Russischen die meisten einsilbigen Partikeln nur halb oder gar nicht betont. Dazu zählen vor allem einsilbige Präpositionen (Verhältniswörter), Konjunktionen (Bindewörter), Modalpartikeln (Abtönungswörter) und die Verbpartikel бы, die zur Bildung des Konjunktivs dient. Bei der Aussprache verschmelzen sie mit anderen Wörtern und bilden damit eine Wortgruppe, deren phonetischen Grenzen nicht mit den lexikalischen übereinstimmen, z. B.:
- на полу́ [nəpʌˈɫu] (auf dem Fußboden)
- я спроси́л бы [ja spʌˈsʲiɫbɨ] (ich hätte gefragt)
- он или я [ɔn iʎiˈja] (er oder ich)
- они́ ведь приду́т [ʌˈɲivitʲ priˈdut] (sie werden ja kommen)

Abweichend von der deutschen Sprache gibt es im Russischen eine Reihe von einsilbigen Präpositionen, die in Verbindung mit bestimmten Substantiven eine Wortgruppe bilden, in der die Präposition die Betonung auf sich zieht und das Substantiv unbetont wird. Dies ist zu unterscheiden von dem Fall im Deutschen, wenn Präpositionen zur Präzisierung prosodisch betont werden, wie etwa im Satz „Die Tasse steht auf und nicht in dem Schrank“.
Am häufigsten ziehen folgende Präpositionen die Betonung auf sich: на, за, под, по, из und без, z. B.:
- на́ руку [ˈnaˑruku] (auf die Hand)
- за́ зиму [ˈzaˑzʲimu] (während des Winters)
- по́д ноги [ˈpɔˑdnəgʲi] (vor die Füße)
- по́ лесу [ˈpɔˑʎisu] (durch den Wald)
- и́з дому [ˈiˑzdəmu] (aus dem Haus)
- бе́з толку [ˈbʲeˑstəɫku] (sinnlos, wörtlich: ohne Sinn)